# Urszula Jakubowska (filolog)
Urszula Zofia Jakubowska – polska filolog, dr hab., profesor zwyczajny Instytutu Badań Literackich Polskiej Akademii Nauk.

## Życiorys
Obroniła pracę doktorską, następnie uzyskała stopień doktora habilitowanego. 18 marca 1999 otrzymała tytuł profesora nauk humanistycznych. Pracowała w Instytucie Bibliotekoznawstwa i Dziennikarstwa na Wydziale Humanistycznym Akademii Świętokrzyskiej im. Jana Kochanowskiego.
Była profesorem zwyczajnym w Instytucie Badań Literackich Polskiej Akademii Nauk.